# Slavošovce
Slavošovce est un village de Slovaquie situé dans la région de Košice.

## Histoire
Première mention écrite du village en 1318. Une fabrique de papier se situe dans le village depuis 1817.

## Démographie

### Évolution de la population
| Année:               | 1994. | 2004.   | 2014.   | 2024.   |
| -------------------- | ----- | ------- | ------- | ------- |
| Nombre de personnes: | 1841  | 1837    | 1931    | 1804    |
| Différence:          |       | -0,21 % | +5,11 % | -6,57 % |

| Année:               | 2023. | 2024.   |
| -------------------- | ----- | ------- |
| Nombre de personnes: | 1811  | 1804    |
| Différence:          |       | -0,38 % |

## Transport
La ligne de chemin de fer 166 venant de Plešivec se termine dans le village.